# Anton Cooper
Anton Cooper, né le 11 août 1994 en Nouvelle-Zélande, est un coureur cycliste néo-zélandais spécialiste de VTT cross-country.

## Palmarès en VTT

### Jeux olympiques
- Tokyo 2020
  - 6e du cross-country

### Championnats du monde
- Champéry 2011
  -  Médaillé d'argent du cross-country juniors
- Saalfelden-Leogang 2012
  -  Champion du monde de cross-country juniors
- Pietermaritzburg 2013
  - 4e du cross-country espoirs
- Lillehammer-Hafjell 2014
  - 6e du cross-country espoirs
- Vallnord 2015
  -  Champion du monde de cross-country espoirs
- Glasgow 2023
  - 10e du cross-country

### Coupe du monde
- Coupe du monde de cross-country juniors
  - 2011 : vainqueur de deux manches (Nové Město na Moravě et Val di Sole)
  - 2012 : vainqueur de trois manches (Pietermaritzburg, Mont-Sainte-Anne et Windham)

- Coupe du monde de cross-country espoirs
  - 2013 : vainqueur d'une manche (Mont-Sainte-Anne)
  - 2014 : 8e du classement général
  - 2015 : 7e du classement général

- Coupe du monde de cross-country élites
  - 2016 : 94e du classement général
  - 2017 : 7e du classement général
  - 2018 : 7e du classement général
  - 2019 : 15e du classement général
  - 2021 : 8e du classement général
  - 2022 : 19e du classement général
  - 2023 : 16e du classement général
  - 2024 : 70e du classement général

- Coupe du monde de cross-country short track
  - 2022 : 29e du classement général
  - 2023 : 21e du classement général
  - 2024 : 53e du classement général

### Jeux du Commonwealth
- Glasgow 2014
  -  Médaillé d'or du cross-country
- Gold Coast 2018
  -  Médaillé d'argent du cross-country

### Championnats d'Océanie
| - 2011 - Champion d'Océanie de cross-country juniors - 2013 - Champion d'Océanie de cross-country juniors - 2014 - Médaillé de bronze du cross-country - 2015 - Médaillé d'argent du cross-country - Médaillé d'argent du cross-country eliminator - 2016 - Champion d'Océanie de cross-country - 2017 - Champion d'Océanie de cross-country - 2018 - Champion d'Océanie de cross-country | - 2019 - Champion d'Océanie de cross-country - 2020 - Champion d'Océanie de cross-country - 2022 - Champion d'Océanie de cross-country - 2023 - Champion d'Océanie de cross-country - 2024 - Champion d'Océanie de cross-country - 2025 - Champion d'Océanie de cross-country short track - Médaillé d'argent du cross-country |  |

### Championnats de Nouvelle-Zélande
- Champion de Nouvelle-Zélande de cross-country cadets : 2010
- Champion de Nouvelle-Zélande de cross-country : 2013, 2015, 2017, 2018, 2019, 2020, 2021, 2022, 2024 et 2025
- Champion de Nouvelle-Zélande de cross-country eliminator : 2017
- Champion de Nouvelle-Zélande de cross-country short track : 2024 et 2025

## Palmarès sur route
- 2021
  - 2e de Le Race